# Gregorio Eljach
Juan Gregorio Eljach Pacheco (Fusagasugá, 12 de marzo de 1959) es un abogado y político colombiano.

## Biografía
Nació en Fusagasugá. Estudió derecho en la Universidad del Cauca en Popayán. Realizó especializaciones de gestión de entidades territoriales, derecho público, derecho constitucional y parlamentario y derecho urbano en la Universidad Externado de Colombia. Realizó su maestría de gobierno municipal en la misma universidad.
Su carrera en la política empezó como asesor técnico de Aurelio Iragorri Hormaza, este lo incursionó en el Senado de la República como abogado y secretario general de la Comisión Especial de Seguimiento. Entre 2012 al 2024 fue secretario general en el Senado de la República hasta su renuncia. En 2024 fue elegido para ocupar el cargo como procurador general de la nación, para el período 2025-2029 y asumió el cargo el 16 de enero de 2025.